# Pseudonapomyza flavolunulata
Pseudonapomyza flavolunulata är en tvåvingeart som först beskrevs av Mitsuhiro Sasakawa 1963.  Pseudonapomyza flavolunulata ingår i släktet Pseudonapomyza och familjen minerarflugor. Inga underarter finns listade i Catalogue of Life.